# Драган Стојменовић
Драган Стојменовић (Нови Сад, 1975) српски је глумац.
На драмском одсеку за глуму на Академија уметности Универзитета у Новом Саду дипломирао је 2000. године у класи професора Петра Банићевића. Године 2006. магистрирао је на Факултету драмских уметности у Београду на одсеку за филм и медије тезом „Епска фантастика у српском играном филму“, ментор др Мирослав Савковић. Одбранио је докторску дисертацију „Теорије покрета у дугометражном играном филму: естетички и перцептивни модели“, на Факултету драмских уметности у Београду, 2014. године, ментор др Невена Даковић, и стекао научни степен доктора наука о драмским уметностима из области студије филма и медија.Члан је Центра за истраживање уметности АУНС. Члан је уредничке редакције Зборника радова АУНС. Ванредни професор драмског департмана Академија уметности Универзитета у Новом Саду, на предмету за глумачке вештине. Специјалиста за технике сценске борбе и мизансцена.

## Професионална биографија
Редовно је ангажован на сценама националних театара у Суботици, Београду и Новом Саду. Реализовао је преко две стотине домаћих и иностраних професионалних пројеката: позориште (више од десет улога првог реда, стотине одиграних представа на редовном репертоару и фестивалским гостовањима), телевизија (национална и интернационална фреквенција), филм (глумачке улоге, режије, камера, монтажа), перформанс (глума и режија: локални, регионални и интернационални нивои). Деценијски је сарадник Градске библиотеке у Новом Саду, као драмски уметник на промоцијама књига реномираних аутора и фестивала поезије (преко стотину глумачких наступа: промоција капиталног издања „Речник српског језика“ (др Милан Шипка и академик Иван Клајн), монографија „Света гора фрушкогорска“ (академик Дејан Медаковић), фестивал Антићеви дани, Светски дан поезије, Светски дан књиге и ауторских права, итд.).
Продуцира и режира филмове, ТВ рекламе и музичке спотове. Издавачка кућа “Прометеј“ (Нови Сад), 2011-те, објавила је монографију „Епска-фантастика у српском играном филму“, аутора Драгана Стојменовића. Промоције књиге: 56-ти Београдски сајам књига 2011; 15-ти Фестивал европског и независног филма 2011, Нови Сад; 47-ми Фестивал глумачких остварења Филмски сусрети, Ниш, 2012.
Филмске награде и фестивалске селекције (избор):
- Прва награда за мушку улогу, ЈФЈФ, Суботица, 1999, „Бранкусијев лет“, глума и режија Драган Стојменовић, коаутор Ксенија Ковачевић
- Годишња награда немачке критике за најбољи музички видео ДВД у апсолутној категорији, 2008, “Before and after…apocalypse”, аутор Борис Ковач, камера и монтажа: Драган Стојменовић и др., PIRANHA Musik, Берлин, Немачка
- документарни филм „Причати с природом, причати с Теслом“, режија: Драган Стојменовић, 2008, продукција: , суфинансијер Покрајински секретаријат за образовање и културу Војводине, приказан и емитован на више домаћих и интернационалних фестивала и телевизија (такмичарска селекција 56. Београдски фестивал документарног и краткометражног филма, Србија, итд.)
- кратки играни филм „Теслин Кабаре: Сонг чика Јове Змаја“, режија: Драган Стојменовић, 35мм, 2010, продукција: , суфинансијер Покрајински секретаријат за културу Војводине, приказан на више најеминентнијих домаћих и интернационалних фестивала (Cinema City 2010, Нови Сад, Србија, 64. Кански филмски фестивал, селекција Short Film Corner, 2011, Кан, Француска[1], итд.)

## Филмографија
1. „Бранкусијев лет“, 1998
2. „Порука за мр Клауса Ринкеа“, 1999
3. „Ревизор је стигао“, 2002
4. „Махнити“, 2004
5. „Endurance“, 2006
6. „Витешки турнир-тврђава Бач“, 2007
7. „Причати с природом – причати с Теслом“, 2009
8. „ТЕСЛИН КАБАРЕ: Сонг чика Јове Змаја“, 2010
9. „SCUBA LUNCH", 2012
10. „HOMELAND", 2014